# Lääne-Virumaa
Lääne-Virumaa (in estone Lääne-Viru maakond, "Viru occidentale") è una delle 15 contee dell'Estonia, situata nella parte settentrionale del Paese e affacciata sul Golfo di Finlandia.
Confina a est con la contea di Ida-Virumaa, a sud con quella di Jõgevamaa e a ovest con le contee di Järvamaa e Harjumaa.

## Geografia antropica
La contea è divisa in 15 comuni: due urbani (in estone linn; altre due città, Tamsalu e Tapa, sono parte di un comune rurale) e 13 rurali (in estone vald).

### Comuni urbani
- Kunda
- Rakvere

### Comuni rurali

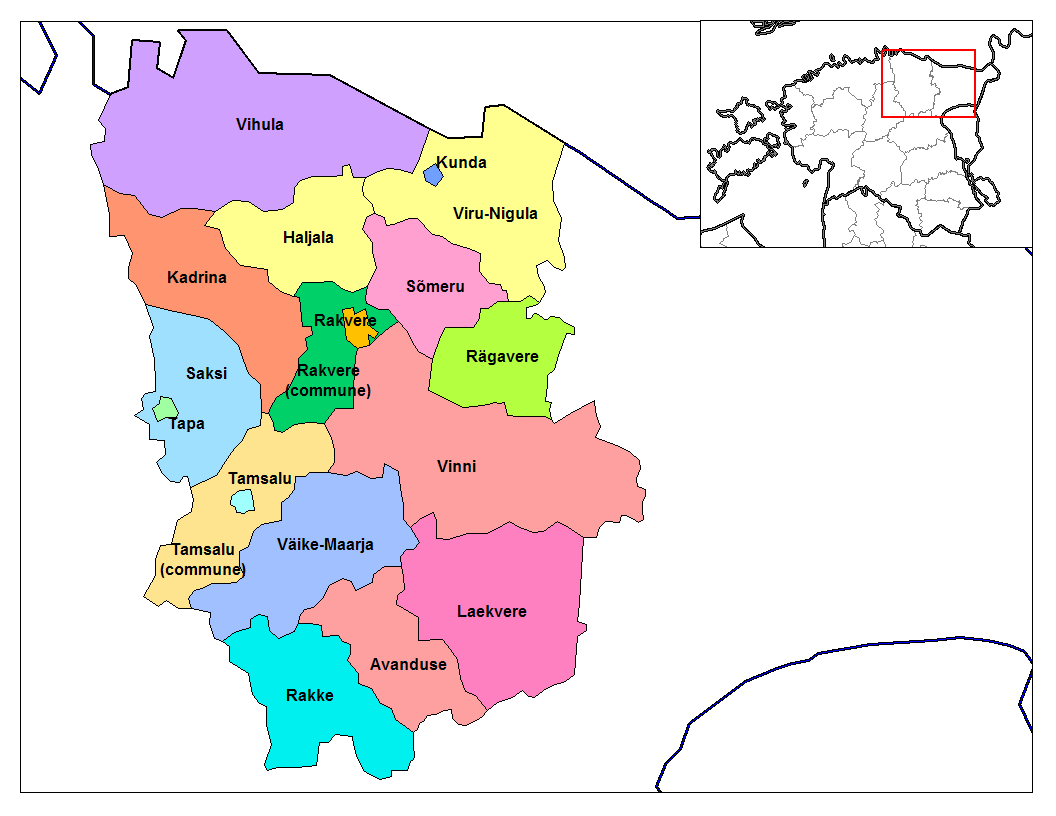
I comuni nella contea di Lääne-Virumaa

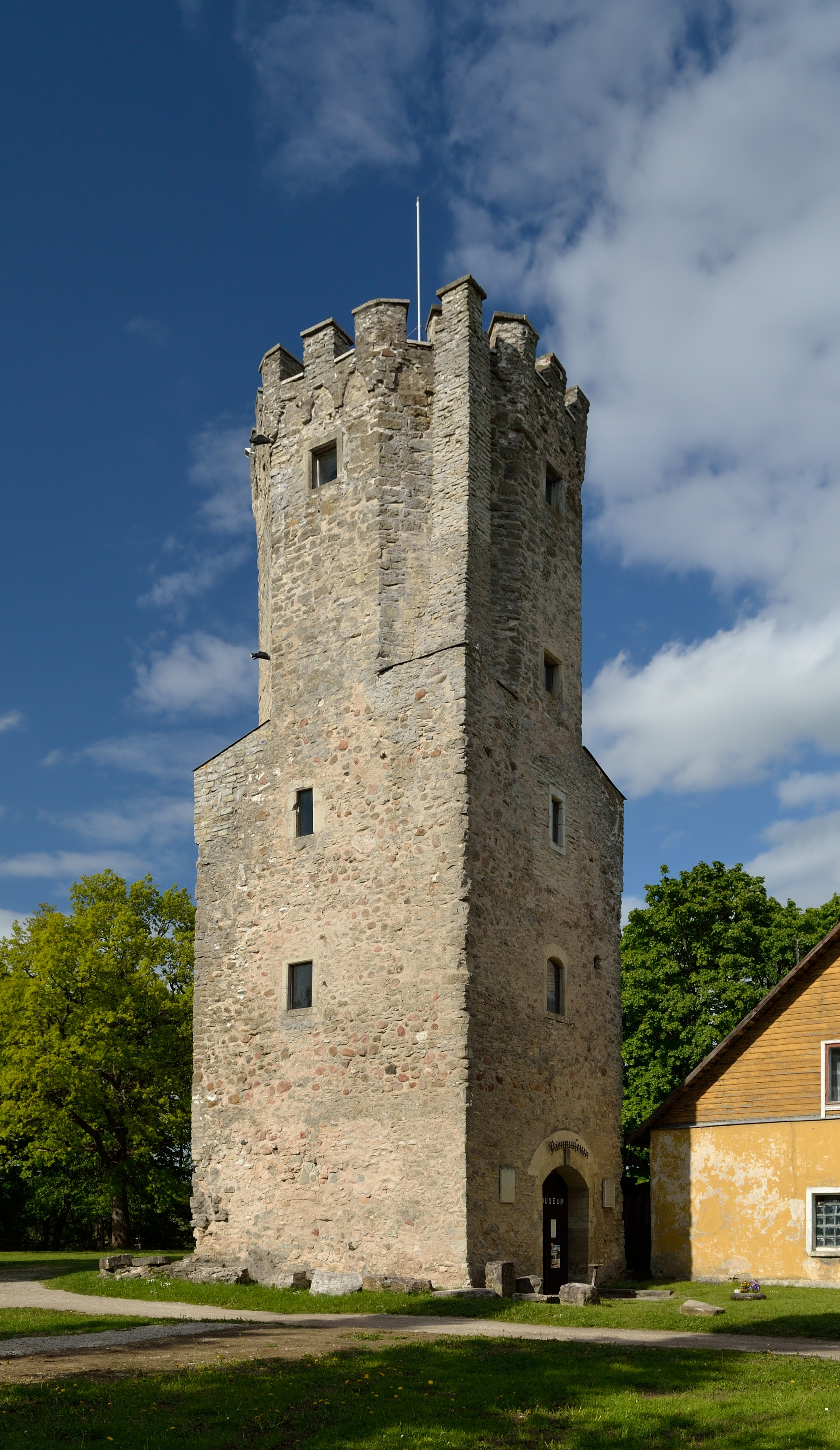
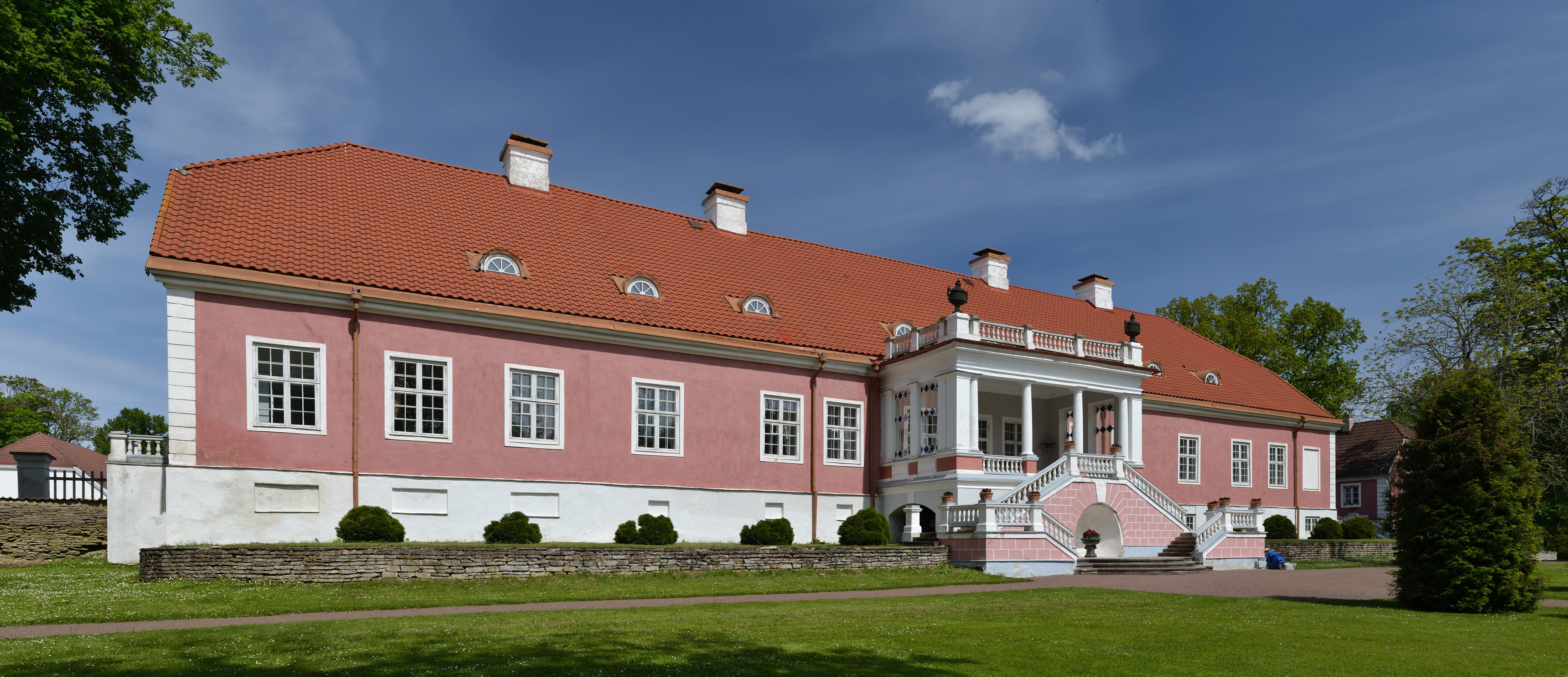
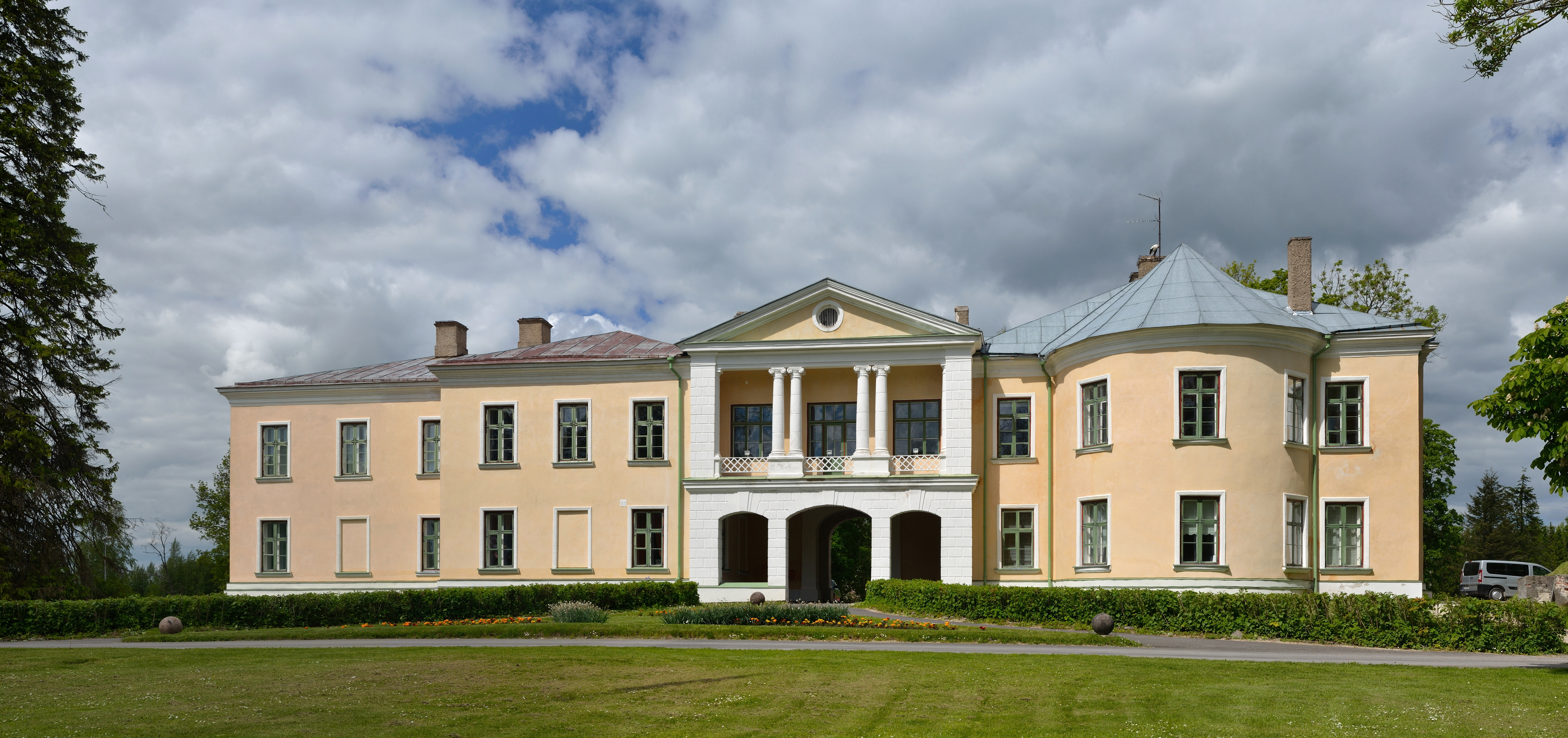
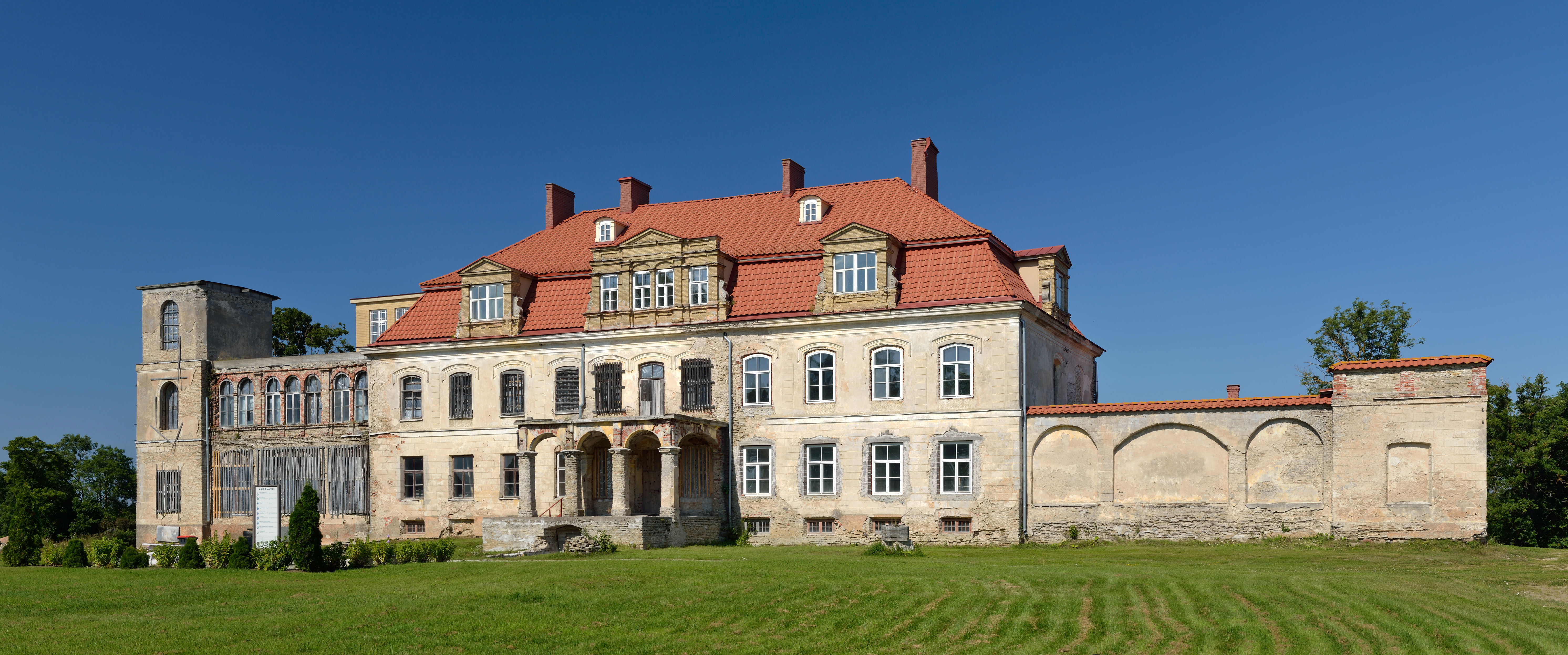
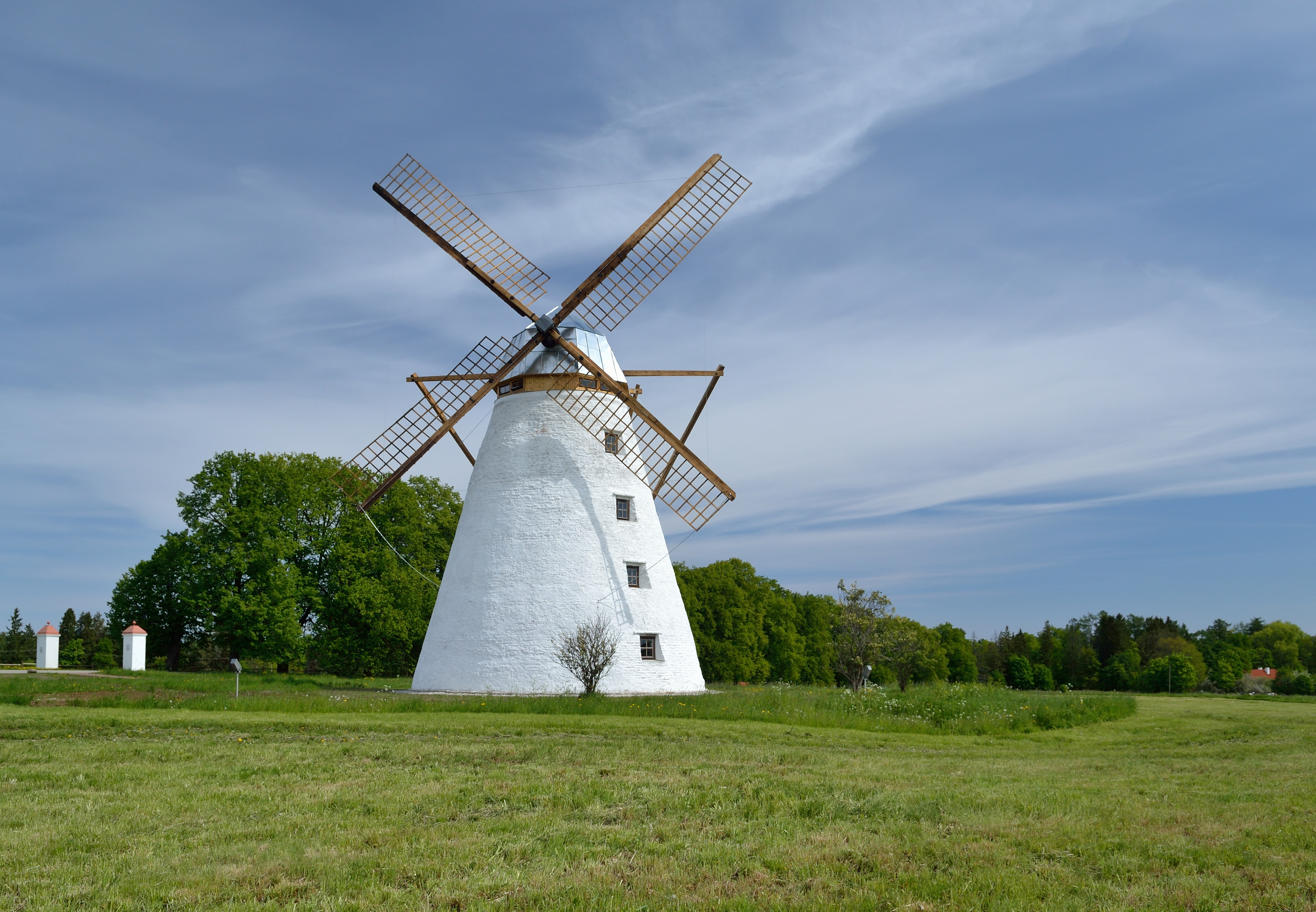
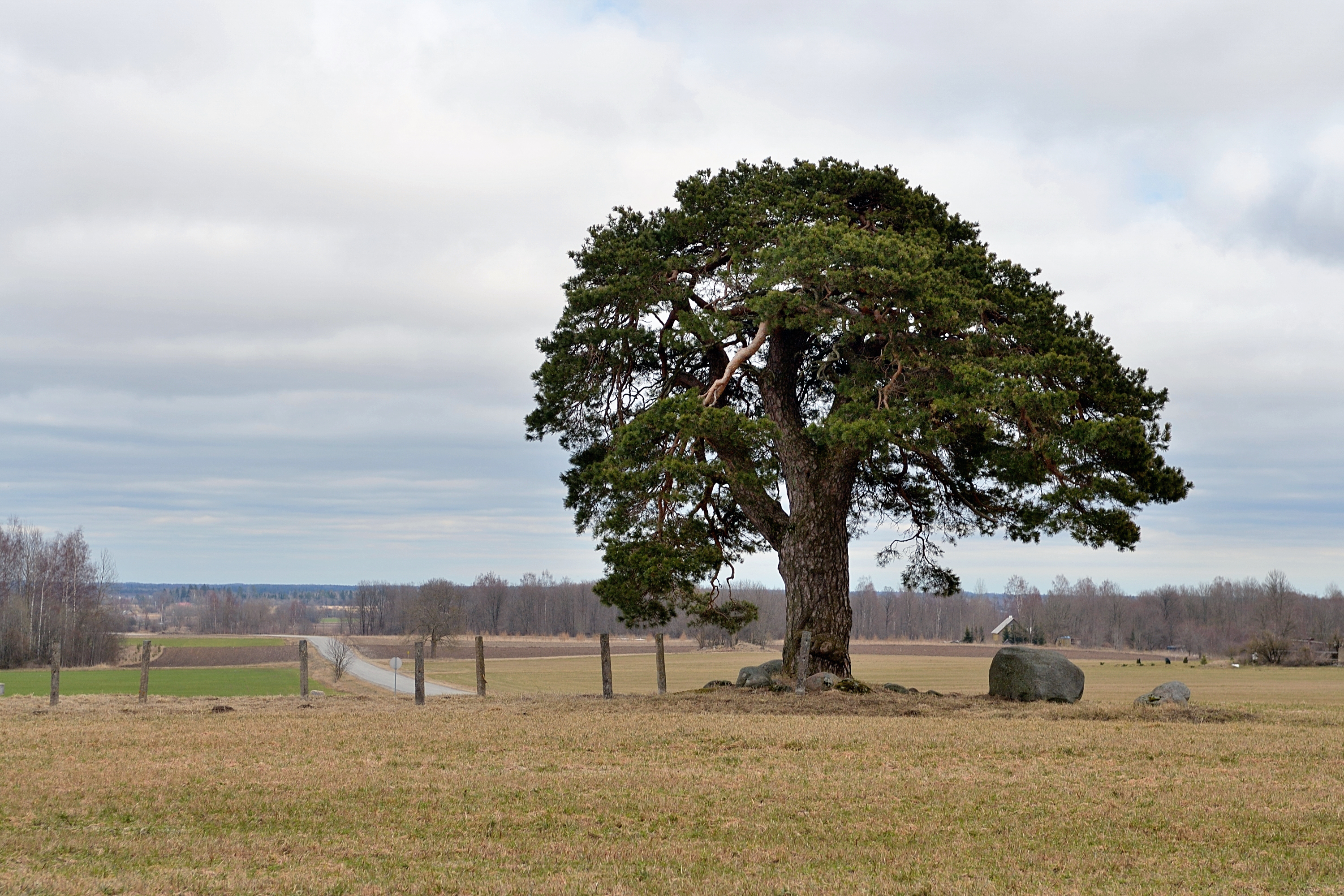
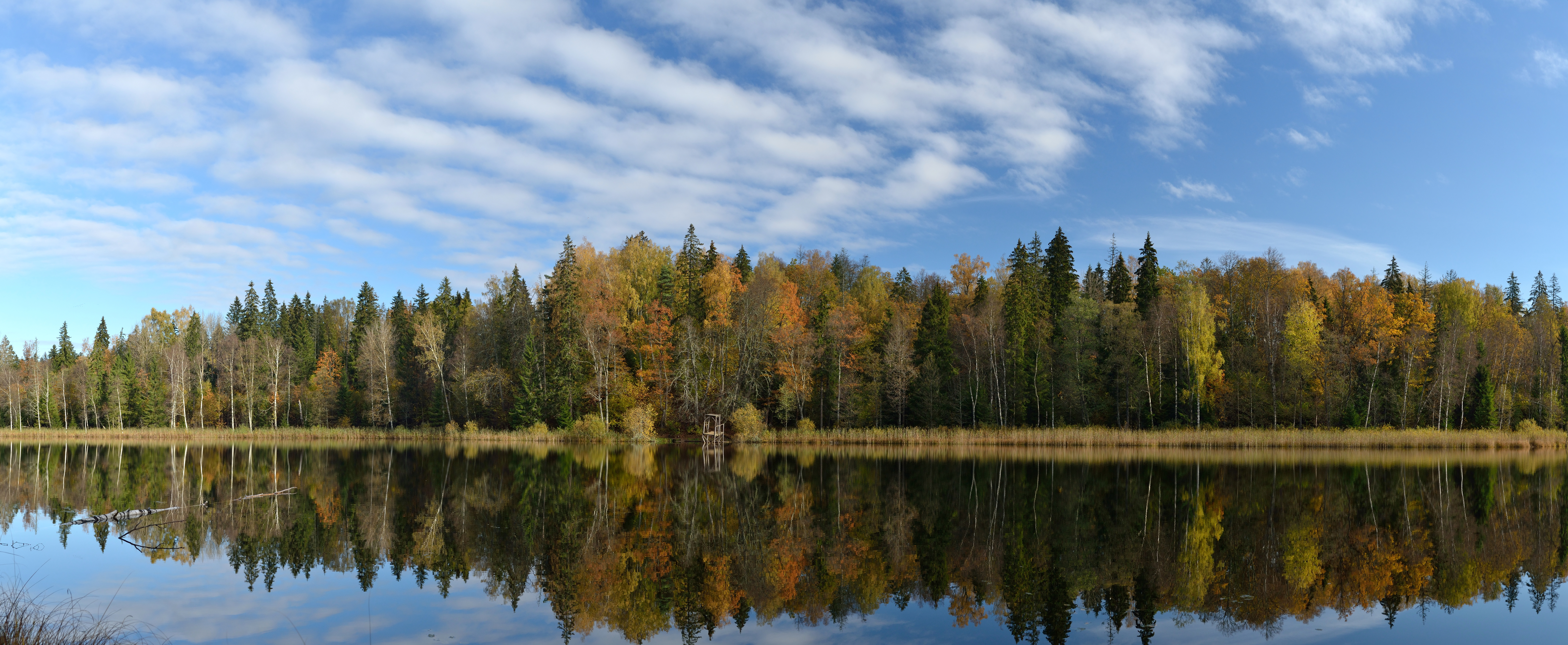

- Haljala
- Kadrina
- Laekvere
- Rakke
- Rakvere
- Rägavere
- Sõmeru
- Tamsalu
- Tapa
- Vihula
- Vinni
- Viru-Nigula
- Väike-Maarja